# Zbrachlin (gromada)
Zbrachlin – dawna gromada, czyli najmniejsza jednostka podziału terytorialnego Polskiej Rzeczypospolitej Ludowej w latach 1954–1972.
Gromady, z gromadzkimi radami narodowymi (GRN) jako organami władzy najniższego stopnia na wsi, funkcjonowały od reformy reorganizującej administrację wiejską przeprowadzonej jesienią 1954 do momentu ich zniesienia z dniem 1 stycznia 1973, tym samym wypierając organizację gminną w latach 1954–1972.
Gromadę Zbrachlin z siedzibą GRN w Zbrachlinie utworzono – jako jedną z 8759 gromad na obszarze Polski – w powiecie aleksandrowskim w woj. bydgoskim, na mocy uchwały nr 24/1 WRN w Bydgoszczy z dnia 5 października 1954. W skład jednostki weszły obszary dotychczasowych gromad Zbrachlin, Bertowo, Waganiec, Józefowo, Przypust, Szpitalka, Wójtówka, Wólne i Siutkowo oraz miejscowości Włoszyca I wieś, Włoszyca Odpadek wieś i Byzie wieś z dotychczasowej gromady Włoszyca ze zniesionej gminy Lubanie w tymże powiecie. Dla gromady ustalono 25 członków gromadzkiej rady narodowej.
31 grudnia 1961 do gromady Zbrachlin włączono obszar zniesionej gromady Niszczewy w tymże powiecie.
1 stycznia 1969 do gromady Zbrachlin włączono grunty rolne o powierzchni ogólnej 484,38 ha z miasta Nieszawa w tymże powiecie.
Gromada przetrwała do końca 1972 roku, czyli do kolejnej reformy gminnej.